# Idrottsklubben Frej
O Idrottsklubben Frej, ou simplesmente IK Frej, é um clube de futebol da Suécia fundado em 5 de fevereiro de 1968. Sua sede fica localizada em Taby, Estocolmo.

## Elenco Atual
Atualizado em 10 de Janeiro de 2015
Nota: Bandeiras indicam equipe nacional, conforme definido pelas regras de elegibilidade da FIFA. Os jogadores podem ter mais de uma nacionalidade não-FIFA.
| N.º |        | Posição | Jogador                                       |
| --- | ------ | ------- | --------------------------------------------- |
| 1   | Suécia | G       | Ruben Åhman                                   |
| 2   | Suécia | D       | Jakob Glasberg (emprestado do Djurgårdens IF) |
| 3   | Suécia | D       | Cristoffer Ericson                            |
| 4   | Suécia | D       | Filip Almström-Tähti                          |
| 5   | Suécia | D       | Daniel Theorin                                |
| 6   | Suécia | D       | Johannes Gustafsson                           |
| 7   | Suécia | M       | Richard Spong (vice capitão)                  |
| 8   | Suécia | M       | Pontus Silfwer (Capitão)                      |
| 9   | Canadá | A       | Saša Plavšić                                  |
| 10  | Suécia | A       | Matias Ledezma                                |
| 11  | Suécia | M       | Adam Gradén                                   |

| N.º |        | Posição | Jogador           |
| --- | ------ | ------- | ----------------- |
| 12  | Suécia | D       | Viktor Lövgren    |
| 15  | Suécia | A       | Victor Söderström |
| 16  | Suécia | M       | Joakim Blomquist  |
| 17  | Suécia | M       | Christophe Lallet |
| 18  | Suécia | A       | Joakim Runnemo    |
| 21  | Suécia | M       | Philip Wiström    |
| 23  | Suécia | M       | William Celsing   |
| 25  | Suécia | M       | Didier Kony       |
| 55  | Suécia | G       | Jonas Olsson      |
| 77  | Suécia | G       | Marko Atanacković |
| 99  | Suécia | A       | Adnan Círak       |